# Łom (miasto)
Łom – miasto w północno-zachodniej Bułgarii, w obwodzie Montana, przy ujściu rzeki Łom do Dunaju.
Około 30 tys. mieszkańców.